# David Copperfield (miniserie televisiva 2009)
David Copperfield è una miniserie televisiva andata in onda in prime time su Rai 1 il 26 aprile e il 27 aprile 2009.
Composta da due puntate da 139 minuti e diretta dal regista Ambrogio Lo Giudice, è tratta dall'omonimo romanzo di Charles Dickens del 1850.